# 毓雯
毓雯(1808年—?)，字子懿，号晓雲，一号紫瀛，苏完呢瓜尔佳氏，满洲正蓝旗人。道光壬辰科举人，庚子科进士。后选翰林院庶吉士，历任广东龙门县知县，丙午科、己酉科广东乡试同考官。
妻子爱新觉罗氏，伊车穆楞额之女。